# Kanton Saint-Fargeau
Kanton Saint-Fargeau is een voormalig kanton van het Franse departement Yonne. Het kanton maakte deel uit van het arrondissement Auxerre. Het werd opgeheven als gevolg van de administratieve herindeling beslist in 2013 en van kracht sinds 22 maart 2015 waarbij de gemeenten werden opgenomen in het op die dag opgerichte Cœur de Puisaye.

## Gemeenten
Het kanton Saint-Fargeau omvatte de volgende gemeenten:
- Lavau
- Mézilles
- Ronchères
- Saint-Fargeau (hoofdplaats)
- Saint-Martin-des-Champs